# 論争ジャーナル
『論争ジャーナル』（ろんそうジャーナル）は、育誠社が1967年1月から1969年10月まで刊行していた保守の総合雑誌。

## 概要
『論争ジャーナル』は、平泉澄の門下生が中心となり刊行された。
1967年2月号の表紙は三島由紀夫。
同誌は、村松剛・高坂正堯・遠藤周作・佐伯彰一・福田恆存・三島由紀夫・西尾幹二などが執筆した。
持丸博（『論争ジャーナル』副編集長）と佐藤松男の共著『証言 三島由紀夫・福田恆存 たった一度の対決』（文藝春秋社、2010年）によると、創刊号は発行部数5千部、実売3千部。